# Любавичі (Руднянський район)
Любавичі — село в Росії, біля річки Мала Березина у Руднянському районі Смоленської області. 460 мешканців (2007). Любавичі розташовані за 15 км на південний захід від міста Рудня, за 8 км від кордону з Білоруссю. Історично Любавичі це місто Оршанщини, білоруської етнічної території. З XVII до XX століття містечко було релігійним центром хасидської течії в юдаїзмі — Хабад.

## Історія
Любавичі відомі як мінімум з 1654 року, в складі Речі Посполитої, згадується в листі царя Московії Олексія Михайловича до сім'ї від 30 квітня 1655 року. Любавичі належали князям Любомирським і в 1772 році після першого поділу Речі Посполитої перейшли до Російської імперії.

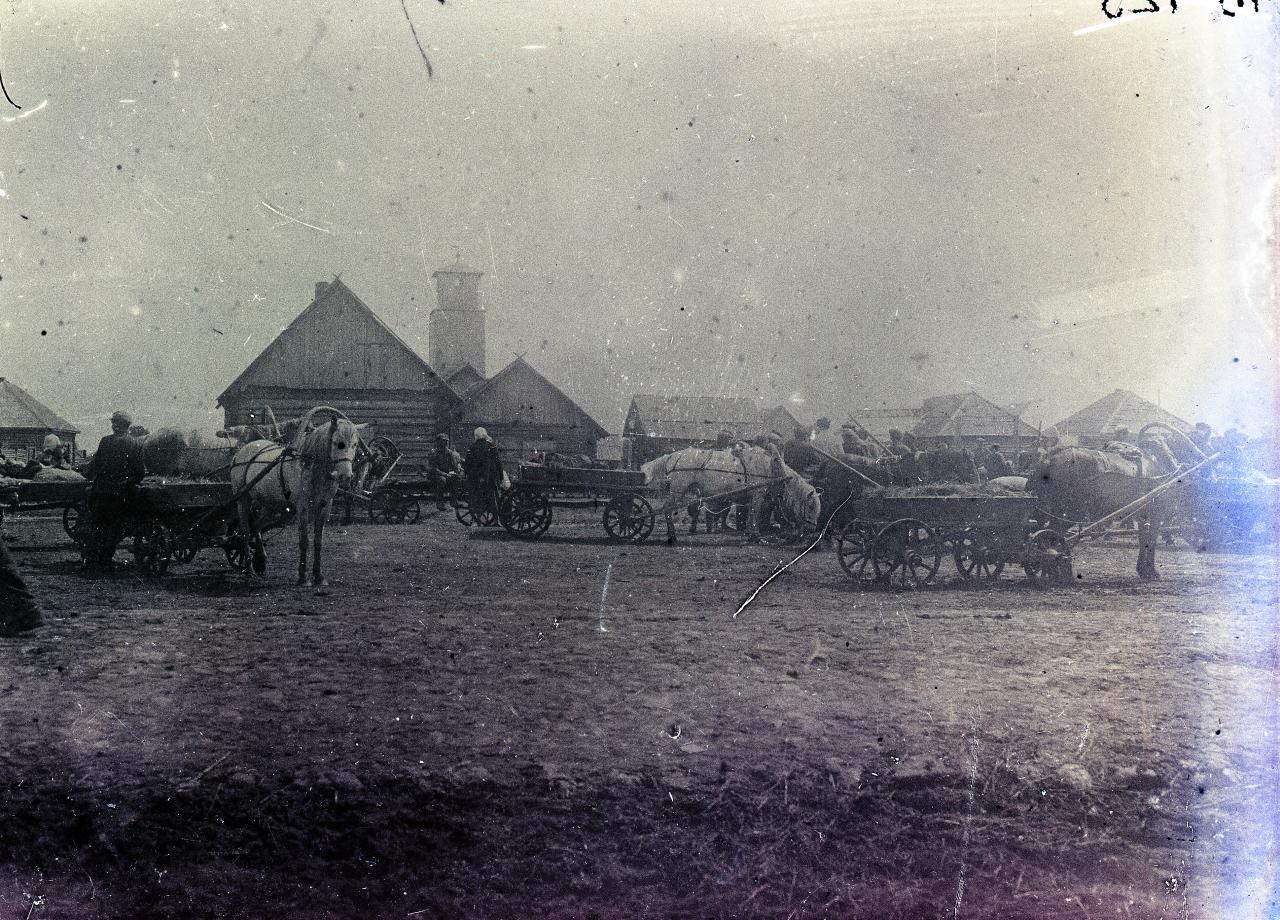
Любавичі, Ярмарок, фото 1930 року

З 1784 року містечко входило до Бабиновицького, а з 1857 до Оршанського повітів Могильовської губернії. Під час Французько-російської війни у 1812 році в містечку два тижні стояв корпус маршала наполеонівської армії Емануеля де Груші. Не пізніше 1860 року побудовано шкіряний завод. У XIX і на початку XX століття в селі був найбільший в Могильовській губернії ярмарок з оборотом понад 1,5 млн рублів.
Після Жовтневого перевороту 1917 року, 30 червня 1919 року Любавицька волость була долучена до Смоленського повіту.
За переписом 1939 року в Любавичах проживало 1069 євреїв. Під час Другої світової війни частині євреїв вдалося евакуюватися у глиб Радянського Союзу перед окупацією частинами вермахту в липні 1941 року. 27 вересня 1941 року в Любавичах було створено єврейське гетто, яке складалося з 19 невеликих будинків. Євреїв Любавичів змушували ремонтувати дороги і мости. Старих релігійних євреїв німці піддавали витонченим тортурам. Їм висмикували щипцями волосся з бороди, щодня влаштовували публічну прочуханку, змушували танцювати на свитках Тори. Часто ці знущання закінчувалися розстрілами. 4 листопада 1941 все єврейське населення Любавичів було розстріляно. Згідно з німецькими даним, за час окупації Любавич було знищено 492 євреї, за звітом Надзвичайної державної комісії зі встановлення та розслідування злочинів німецько-фашистських загарбників — 483 євреї. З протоколу огляду місця поховання любавицьких євреїв від 10 жовтня 1943 року, проведеного радянським майором юстиції Гінзбургом в присутності жителів містечка:
|  | … У двадцяти п'яти метрах на схід від будівлі бійні розкопаний курган довжиною 25 метрів, шириною — 11 метрів, і висотою — 5 метрів. Була проведена ексгумація. Трупи чоловіків, жінок і дітей від грудного віку до літніх людей. Трупи дітей здебільшого в обіймах дорослих. У переважній більшості трупи мають кульові пошкодження в області потиличних, тім'яних і скроневих кісток з дефектами різної величини. Частина трупів мають великі руйнування черепа від ударів тупими предметами. Деякі не мають на собі будь-яких слідів пошкодження Оригінальний текст (рос.) … В двадцати пяти метрах восточнее здания бойни раскопан курган длинной 25 метров, шириной — 11 метров, и высотой — 5 метров. Была проведена эксгумация. Трупы мужчин, женщин и детей от грудного возраста до глубоких стариков. Трупы детей по большей части в объятиях взрослых. В подавляющем большинстве трупы имеют пулевые повреждения в области затылочных, теменных и височных костей с дефектами разной величины. Часть трупов имеют обширные разрушения черепа от ударов тупыми предметами. Некоторые не имеют на себе каких-либо следов повреждения |

В кінці 1980-х років московська громада хасидів Хабаду придбала в Любавичах будинок, призначений для потреб паломників і встановила невеличкий пам'ятник (без тексту). У 2001 роках в Любавичах був відкритий музей історії хасидизму «Двір династії Шнеєрсонів». 16 липня 2002 року на місці розстрілу було встановлено пам'ятний знак на кошти російського Фонду «Голокост». 10 листопада 2011 року було відкрито меморіал 483 євреям, страченим нацистами в 1941. У 2012 році в складі меморіалу була посаджена алея, присвячена Праведникам народів світу, які рятували євреїв під час Голокосту. Були посаджені 13 лип на честь жителів Смоленської області включених до цього списку.

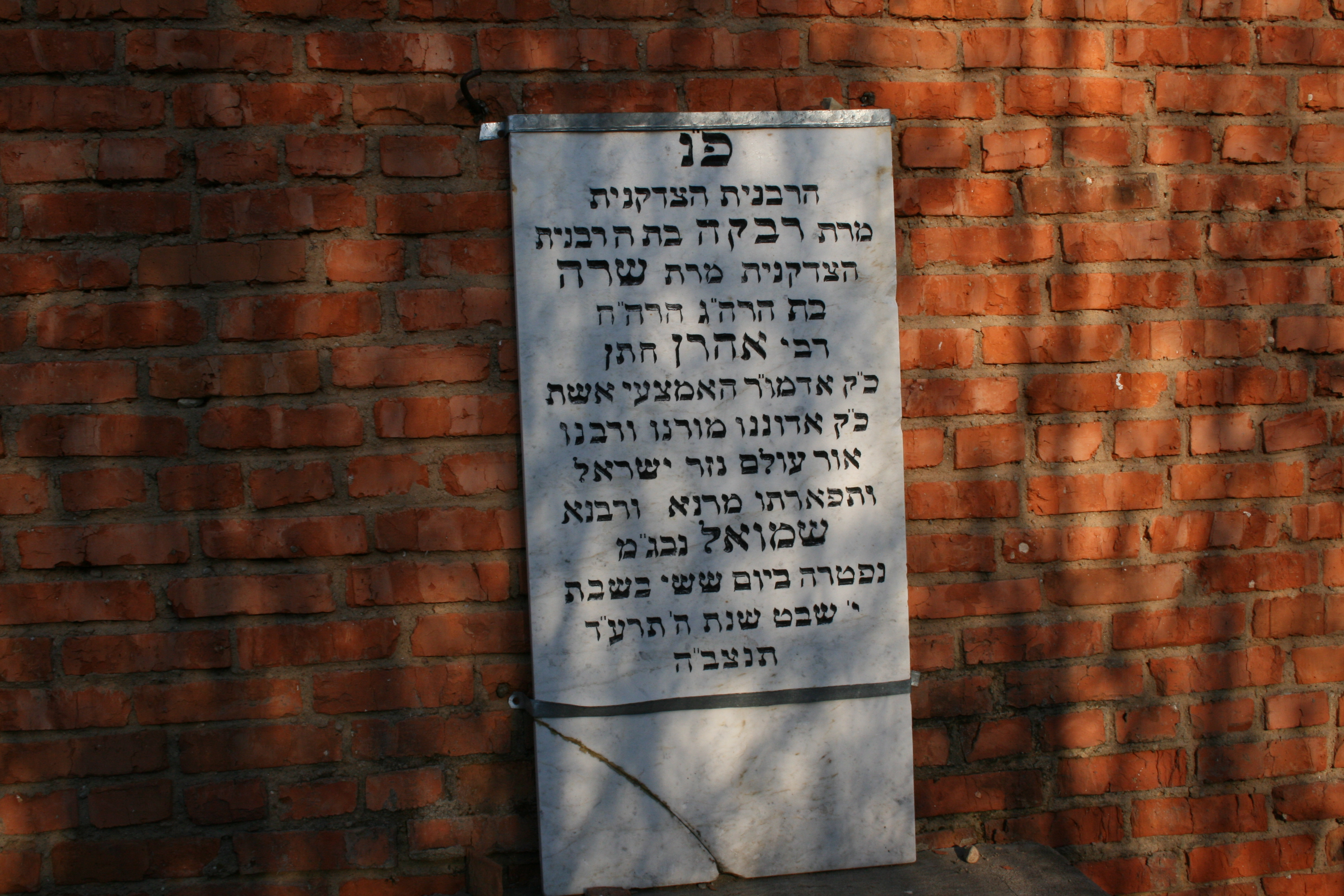

## Населення
- XVIII століття: 1784 — 8595 осіб
- XIX століття: 1857 — 2,5 тис. осіб з них 978 євреїв
- XX століття: 1909—446 осіб; 1926—376 осіб; 1971—329 осіб; 1998—545 осіб
- XXI століття: 2007 рік — 460 осіб

## Пам'ятки
- Церква Успіння Пресвятої Богородиці, XVIII ст., Побудована в стилі віленського бароко як костел
- Двір династії Шнеєрсонів.
- Кладовище засновників хасидської течії в юдаїзмі і каплиця на ньому. Тут розташовані могили цадиків з династії Шнеєрсонів. Могила Менахема Мендл бен Шолома Шахно є місцем паломництва.